# كور بينار
كور بينار (بالتركية: Gürpınar)‏ قرية تقع إدارياً ضمن وان في تركيا. ويبلغ عدد سكانها 35,663 نسمة حسب تعداد 2018، يقطنون في مساحة قدرها 4130 كم². تعتمد كور بينار للبريد على الرمز البريدي 65900.

## وصلات خارجية
- الموقع الرسمي